# Slipknot

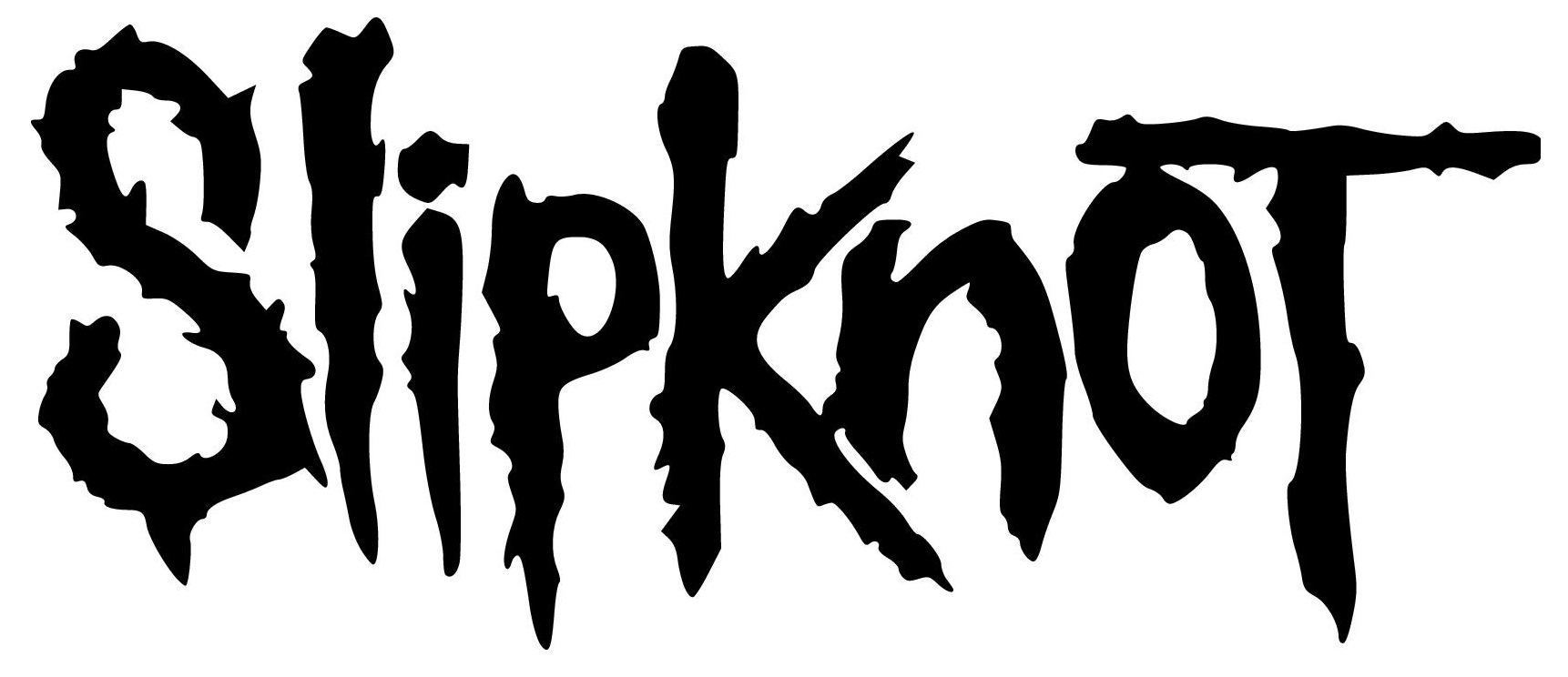
Logotyp zespołu

Slipknot (IPA [/ˈslɪp nɒt/]) – amerykański zespół muzyczny wykonujący muzykę z pogranicza nu metalu heavy metalu i metalu alternatywnego.
Cechą charakterystyczną grupy jest fakt występowania jej członków w zasłaniających twarze maskach. Przez szereg lat aż do 2010 zespół tworzył niezmiennie dziewięcioosobowy skład.
W 2006 grupa otrzymała nagrodę Grammy w kategorii Best Metal Performance za utwór pt. „Before I Forget” z płyty Vol. 3: (The Subliminal Verses), a w 2008 Slipknot dostał nagrodę Kerrang! Icon. Natomiast cztery z sześciu oficjalnie wydanych albumów uzyskały status płyty platynowej.
Członkowie zespołu występują także w innych zespołach. Wokalista Corey Taylor jest członkiem grupy Stone Sour oraz prowadzi karierę solową, Sid Wilson prowadzi karierę solową jako DJ Starscream, natomiast Shawn Crahan jest liderem zespołu Dirty Little Rabbits.

## Historia

### 1995–1998

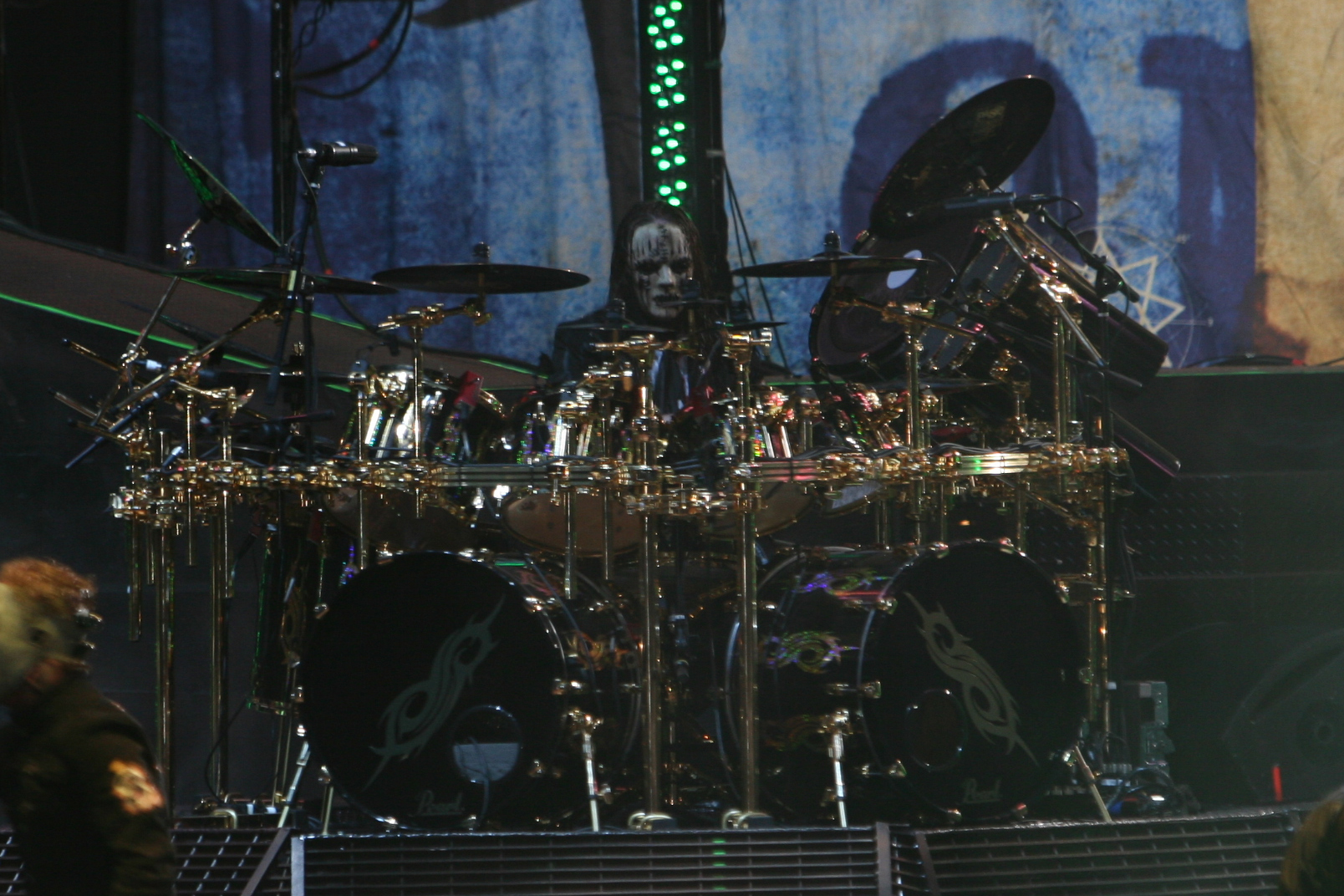
Joey Jordison podczas koncertu na Mayhem Festival 9 lipca 2008

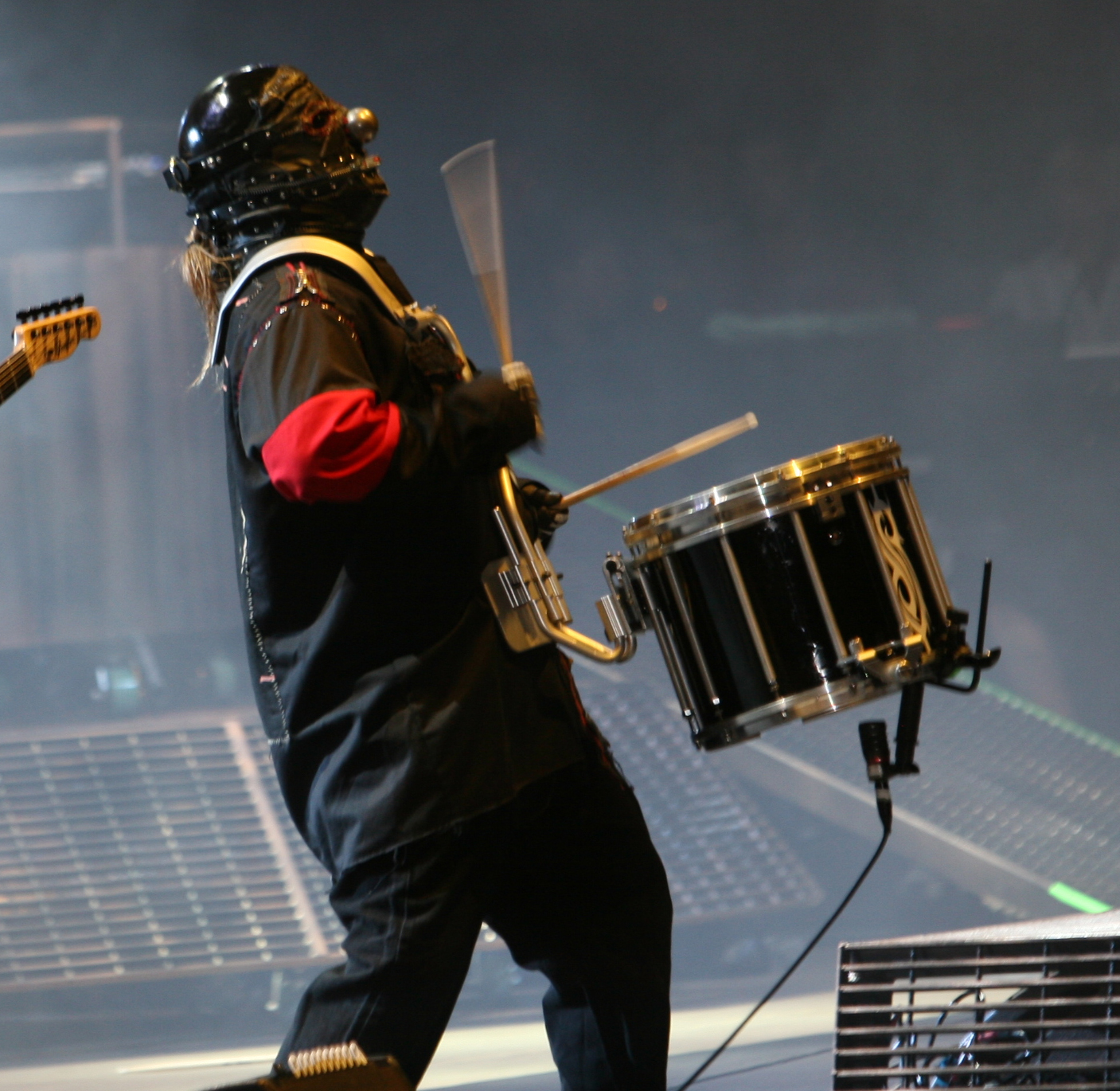
Shawn Crahan podczas koncertu na Mayhem Festival 9 lipca 2008

Zespół powstał w 1995 w Des Moines z inicjatywy Shawna Crahana i Andersa Colsefniego. Muzycy do współpracy zaprosili basistę Paula Graya i gitarzystę Donniego Steela. Wkrótce potem do zespołu dołączył drugi gitarzysta Josh Brainard, który był pomysłodawcą początkowej nazwy zespołu Meld. Pierwszy koncert zespołu odbył się po włączeniu do składu perkusisty Joeya Jordisona. Występ odbył się w listopadzie 1995 w klubie Crowbar w rodzinnym mieście zespołu. Rolę wokalisty objął wtedy Colsefni. W tym czasie powstały takie utwory jak „Slipknot”, „Killers Are Quiet”, „Do Nothing, Bitchslap”, „Confessions”, „Some Feel”, „Part of Me” i „Tattered and Torn”. Wkrótce potem muzycy zdecydowali o poszerzeniu instrumentarium zespołu. Jordison pozostał głównym perkusistą, natomiast Crahan i Colsefni rozpoczęli grę na instrumentach perkusyjnych. Niedługo potem nazwa grupy została zmieniona na Pyg System, a następnie na Slipknot. Pod koniec 1995 grupa przystąpiła do prac w SR Studios, gdzie z pomocą producenta Seana McMahona zarejestrowano utwory na debiutancki album demo Mate. Feed. Kill. Repeat..
W lutym 1996 grupę opuścił Donnie Steele, którego zastąpił Craig Jones. Jako gitarzysta muzyk wystąpił tylko podczas jednego koncertu. Wkrótce potem Jones zaczął grać na keyboardzie. Jako drugi gitarzysta do zespołu dołączył natomiast Mick Thomson. Tego samego roku muzycy zdecydowali się na zastosowanie masek podczas występów. 31 października 1996 ukazał się album Mate. Feed. Kill. Repeat.. Wydawnictwo ukazało się w nakładzie 1000 egzemplarzy. Muzycy zaprzyjaźnili się z dyrektorem programowym radia KKDM – Sophią John, która zgodziła się przez rok pełnić nieodpłatnie funkcję menedżera grupy. Zespół odniósł swój pierwszy sukces wygrywając w zorganizowanym przez KKDM konkursie Battle Of Bands, gdzie pokonali swoich głównych rywali z Des Moines, grającą alternatywnego rocka grupę Stone Sour, której wokalistą był Corey Taylor. W 1997 jako drugi wokalista do zespołu dołączył Corey Taylor. Pierwszym utworem, do którego Corey napisał tekst, był utwór „Me inside”. Wkrótce potem muzyk objął stanowisko głównego wokalisty, natomiast Colsefni poprzestał na instrumentach perkusyjnych i chórkach.

### 1998–2001
W 1998 podczas koncertu Colsefni zakomunikował odejście z zespołu. Zastąpił go Chris Fehn. Do zespołu dołączył również DJ Sid Wilson. Sophia John zdołała dotrzeć do producenta muzycznego Rossa Robinsona, który pojawił się na próbie zespołu. Robinson pośredniczył w podpisaniu kontraktu Slipknot z wytwórnią muzyczną Roadrunner Records, który opiewał na sumę 500 tysięcy dolarów i siedem płyt. 23 września 1998 zespół poleciał do Los Angeles, gdzie w studiu nagraniowym zaczęto prace nad albumem Slipknot. Płyta ta ukazała się w Stanach Zjednoczonych 29 czerwca 1999 i w dwa tygodnie po premierze uzyskała status złotej płyty, a po trzech miesiącach status platynowej.
Wydawnictwo było promowane singlami do utworów Wait and Bleed i Spit It Out. Tego samego roku zespół opuścił gitarzysta Josh Brainard, który ze względów rodzinnych nie mógł poświęcać grupie dużo czasu. Brainarda zastąpił James Root.

### 2001–2003
W styczniu 2001 grupa ponownie weszła do studia, gdzie we współpracy z Rossem Robinsonem rozpoczęła prace nad kolejnym albumem, zatytułowanym Iowa. Nowe wydawnictwo ukazało się 28 sierpnia. W ramach promocji ukazały się trzy single The Heretic Anthem, Left Behind i My Plague do których zrealizowano również teledyski. W 2002 perkusista Joey Jordison, jako gitarzysta wystąpił na debiutanckiej płycie zespołu Murderdolls zatytułowanej Beyond The Valley Of Murderdolls; perkusista Shawn Crahan zagrał na debiutanckim albumie To My Suprise – To My Surprise; natomiast Corey Taylor reaktywował grupę Stone Sour. 1 lutego 2002 grupa wystąpiła w katowickim Spodku.

### 2003–2007
Pod koniec 2003 muzycy rozpoczęli prace nad Vol. 3: (The Subliminal Verses); tym razem grupa skorzystała z usług producenta Ricka Rubina. Płyta ukazała się 25 maja na całym świecie. Promowały ją single Duality, Vermilion, Before I Forget, The Nameless i The Blister Exists.
25 czerwca 2005 grupa wystąpiła w warszawskim klubie Stodoła. 31 października tego samego roku ukazał się pierwszy dwupłytowy album koncertowy zespołu zatytułowany 9.0: Live. Na wydawnictwie ukazał się zapis koncertów grupy w Tokio, Osace, Singapurze i Las Vegas. 4 grudnia 2006 ukazało się trzecie wydawnictwo DVD zespołu zatytułowane Voliminal: Inside the Nine. Na wydawnictwie ukazał się m.in. 90-minutowy film, w reżyserii Shawna Crahana, koncert, wywiady oraz teledyski. W 2007 gitarzysta grupy Mick Thomson wystąpił gościnnie na albumie Doomsday X – Malevolent Creation. Tego samego roku Slipknot odbył trasę koncertową Jägermeister Music Tour w Stanach Zjednoczonych wraz z grupami Lacuna Coil i Shadows Fall.

### 2008–2013

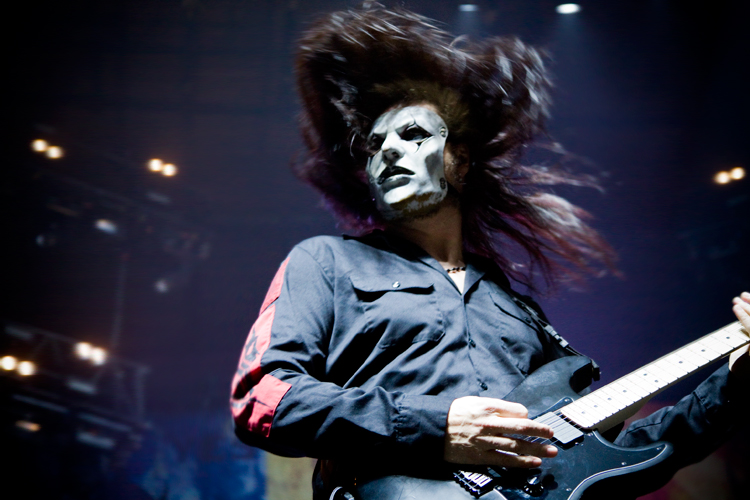
Jim Root podczas koncertu w Allstate Arena 1 lutego 2009

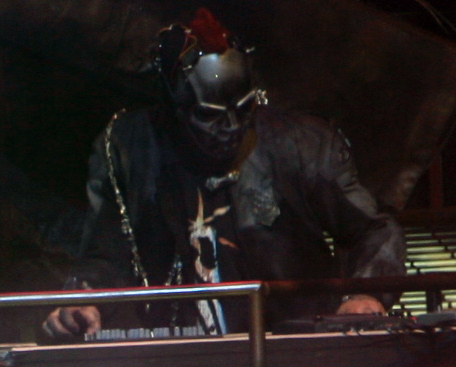
Sid Wilson podczas koncertu na Mayhem Festival 9 lipca 2008

25 sierpnia 2008 ukazała się czwarta studyjna płyta grupy All Hope Is Gone. Płyta wydana przez wytwórnie Roadrunner Records w ciągu tygodnia od dnia premiery sprzedała się w nakładzie 239 516 sztuk. W ramach promocji ukazały się single do utworów All Hope Is Gone, Psychosocial, Dead Memories i Sulfur. Tego samego roku grupa uzyskała nominację do nagrody MTV Video Music Awards w kategorii „Best Rock Video” za teledysk do utworu „Psychosocial”. Album do 2009 sprzedał się w nakładzie 500 000 egzemplarzy uzyskując status złotej płyty. Natomiast 13 marca 2009 w ramach MTV World Stage cyklu koncertów emitowanych jednocześnie na żywo na 62 kanałach telewizyjnych. 9 czerwca tego samego roku zespół wystąpił na warszawskim Torwarze. Koncert grupy poprzedziły występy Trivium i DevilDriver. 24 maja 2010 zmarł basista grupy Paul Gray. Pomimo potwierdzenia występów grupy na festiwalu Sonisphere latem 2011, Corey Taylor zapytany o możliwość wydania nowego albumu Slipknot przyznał, iż „nie widzi, aby stało się to wkrótce”. W 2011 stanowisko basisty objął Donnie Steele – gitarzysta i członek oryginalnego składu Slipknot. W 2012 zespół wydał album-kompilację Antennas To Hell.

### Od 2013
W grudniu 2013 grupa ogłosiła, że opuścił ją perkusista Joey Jordison, po czym na początku stycznia 2014 sam zainteresowany oświadczył, że nie odszedł z zespołu, tylko został z niego wyrzucony. W tym samym roku Corey Taylor poinformował o nadchodzącej, piątej płycie składu, zatytułowanej .5: The Gray Chapter. Album pojawił się w sprzedaży 21 października 2014. Singlami promującymi były utwory The Negative One, The Devil In I oraz Custer. W ramach tras koncertowych zespół pojawił się dwukrotnie w Polsce, 9 czerwca 2015 w Łodzi na Impact Festival 2015 oraz w Gdańsku 24 stycznia 2016. Pojawiła się również informacja o przyłączeniu do zespołu dwóch nowych członków. Są nimi Alessandro Venturella za zmarłego basistę Paula Graya i Jay Weinberg za perkusistę Joeya Jordisona. Nowi członkowie do dziś nie otrzymali swoich numerów, co było elementem rozpoznawczym pierwotnego składu.
W 2018 coraz częściej pojawiały się pogłoski o kolejnym, szóstym studyjnym albumie kapeli. Plotki te zostały oficjalnie potwierdzone przez zespół na początku 2019. W tym samym czasie została ogłoszona kolejna trasa koncertowa zespołu. Jednym z państw na tej trasie była również Polska, w której Slipknot pojawił się 25 czerwca 2019. Ze względu na konflikty wewnątrz zespołu została również ogłoszona informacja, iż Chris Fehn został usunięty z grupy. Album „We Are Not Your Kind” został wydany 9 sierpnia 2019. 6 lutego 2020 zespół wystąpił w łódzkiej Atlas Arenie w ramach trasy promującej najnowszy album.

### Od 2021
W artykule opublikowanym przez Loudwire w czerwcu 2021 roku, Shawn Crahan ujawnił, że nowy album Slipknot ma być wydany jeszcze w 2021 roku. Dodał również, że zespół rozstaje się z wytwórnią Roadrunner Records po wydaniu albumu. W listopadzie 2021 roku zespół zaczął prezentować nowy materiał na nowej domenie thechapeltownrag.com.. Kilka fragmentów utworu zostało pokazanych na stronie internetowej, co doprowadziło do spekulacji odnośnie nowego singla, który zespół potwierdził później 4 listopada, natomiast sam singiel zatytułowany „The Chapeltown Rag” został wydany dzień później.
19 lipca 2022 roku zespół oficjalnie ogłosił swój siódmy album, zatytułowany The End, So Far, wraz z drugim singlem z albumu „The Dying Song (Time to Sing)”. Album ukazał się w sprzedaży 30 września 2022 roku.
W 2023 roku zespół ogłosił, że kontrakt z Roadrunner Records dobiega końca. Zespół w 2023 stanie się niezależny. Ma również wypuścić nowy projekt zatytułowany ,,Look Outside Your Window''. Są to nagrania z 2008 roku zrobione podczas nagrywania materiału do płyty All Hope is Gone.
7 czerwca 2023 roku zespół poinformował w mediach społecznościowych, że jego szeregi opuścił Craig Jones, muzyk odpowiedzialny za sampler.
5 listopada 2023 roku Slipknot ogłosił na Facebooku odejście perkusisty Jaya Weinberga.
1 maja 2024 roku zespół ogłosił na Instagramie dołączenie Eloya Casagrande

## Muzycy

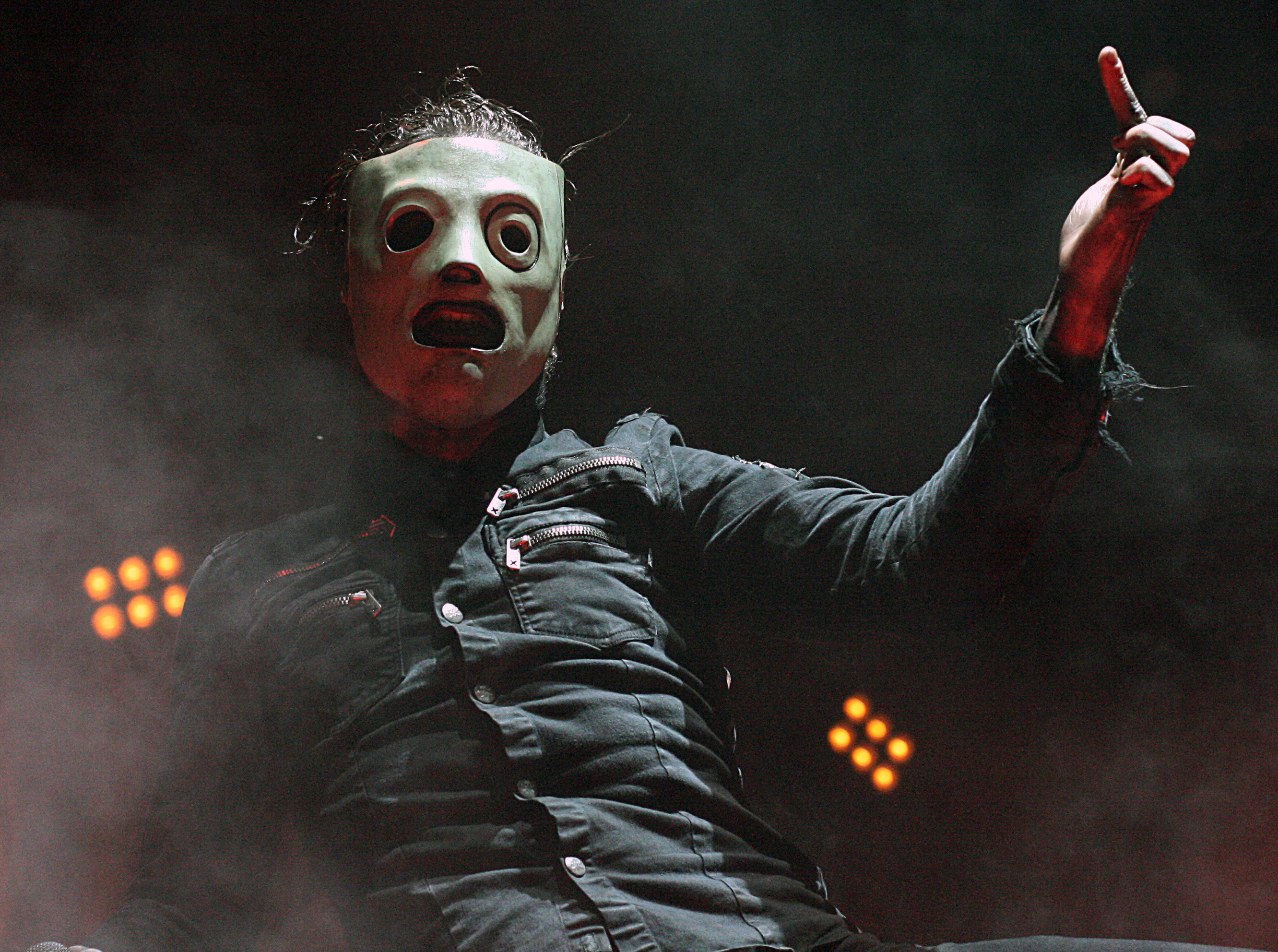
Corey Taylor podczas koncertu na Mayhem Festival 9 lipca 2008

### Obecny skład zespołu
- (#8) Corey Taylor – wokal prowadzący (od 1997)
- (#7) Mick Thomson – gitara prowadząca i rytmiczna (od 1996)
- (#6) Shawn „Clown” Crahan – instrumenty perkusyjne, wokal wspierający (od 1995)
- (#4) James Root – gitara rytmiczna i prowadząca (od 1999)
- Alessandro „Vman” Venturella(inne języki) – gitara basowa (od 2014)
- Michael „Tortilla Man” Pfaff(inne języki) – instrumenty perkusyjne, wokal wspierający (od 2019)
- (#0) Sid Wilson – gramofony (turntablizm) (od 1998)
- Eloy Casagrande – perkusja (od 2024)
- John Doe (Najprawdopodobniej Jeff Karnowski, członek pobocznego projektu Shawna Crahana) – Samplery, instrumenty klawiszowe (od 2023)

### Byli członkowie zespołu
- (#2) Paul Gray (zmarł w 2010) – gitara basowa (1995–2010)
- (#1) Joey Jordison (zmarł w 2021) – perkusja (1995–2013)
- Anders Colsefni – wokal prowadzący, instrumenty perkusyjne (1995–1997)
- Josh Brainard – gitara rytmiczna, wokal wspierający (1995–1999)
- Donnie Steele – gitara prowadząca (1995–1997), gitara basowa (2011–2014)
- Greg Welts – instrumenty perkusyjne (1997–1998)
- Brandon Darner – instrumenty perkusyjne (1998)
- (#3) Chris Fehn – instrumenty perkusyjne, wokal wspierający (1998–2019)
- (#5) Craig „133” Jones – sampler (od 1996), instrumenty klawiszowe (od 2003), gitara rytmiczna (1996)
- Jay Weinberg(inne języki) – perkusja (2014–2023) John Doe – perkusja (2023-2023)

### Poprzednie składy
(v) – oznacza wokal wspierający

## Muzyka i teksty
Zespół Slipknot jako główne inspiracje wymienia takie grupy muzyczna jak Led Zeppelin, Black Sabbath, Slayer, Judas Priest, Korn, AC/DC, Head of David, Godflesh, Skinny Puppy, Neurosis, Kiss, Morbid Angel, Yngwie Malmsteen oraz Beastie Boys. W twórczości grupy wyraźne są wpływy takich gatunków jak death metal, black metal, heavy metal oraz nu metal.
Grupa zaliczana jest do pionierów nurtu New Wave of American Heavy Metal łączącego wpływy thrash i death metalu oraz metalcore. Stylistycznie muzyka Slipknot porównywana jest do dokonań takich zespołów jak Pantera, Machine Head, Biohazard, Life of Agony czy Prong.
Wczesne utwory zespołu Slipknot charakteryzują się różnorodnymi partiami wokalnymi takimi jak: rapowanie, śpiew oraz krzyk i growl. Natomiast nowsze dokonania zespołu charakteryzuje większy udział melodyjnego śpiewu. W tekstach dominują takie motywy jak: nihilizm, gniew, miłość, mizantropia czy psychoza.

## Dyskografia

### Albumy
| Rok                            | Dane dot. albumu                                                                                                | Pozycja na liście | Pozycja na liście | Pozycja na liście | Pozycja na liście | Pozycja na liście | Pozycja na liście | Pozycja na liście | Pozycja na liście | Pozycja na liście | Pozycja na liście | Pozycja na liście | Pozycja na liście | Certyfikat                                                                             |
| Rok                            | Dane dot. albumu                                                                                                | US                | AUS               | AUT               | BEL               | FIN               | FRA               | GER               | NED               | NZ                | SWE               | UK                | POL               | Certyfikat                                                                             |
| ------------------------------ | --- | ----------------- | ----------------- | ----------------- | ----------------- | ----------------- | ----------------- | ----------------- | ----------------- | ----------------- | ----------------- | ----------------- | ----------------- | -------------------------------------------------------------------------------------- |
| 1999                           | Slipknot - Wydany: 29 czerwca 1999 - Wydawca: Roadrunner - Format: CD, LP, MC, digital download                 | 51                | 32                | –                 | –                 | 30                | –                 | –                 | 42                | 49                | 53                | 37                | –                 | - US: 2× platyna - AUS: platyna - CAN: platyna - UK: platyna - NLD: złoto - POL: złoto |
| 2001                           | Iowa - Wydany: 28 sierpnia 2001 - Wydawca: Roadrunner - Format: CD, LP, digital download                        | 3                 | 2                 | 8                 | 4                 | 3                 | 7                 | 4                 | 15                | 5                 | 10                | 1                 | 7                 | - US: platyna - AUS: złoto - CAN: platyna - UK: złoto                                  |
| 2004                           | Vol. 3: (The Subliminal Verses) - Wydany: 24 maja 2004 - Wydawca: Roadrunner - Format: CD, LP, digital download | 2                 | 2                 | 5                 | 6                 | 2                 | 6                 | 2                 | 14                | 3                 | 2                 | 5                 | 24                | - US: platyna - AUS: platyna - CAN: platyna - UK: złoto - GER: złoto - POL: złoto      |
| 2008                           | All Hope Is Gone - Wydany: 26 sierpnia 2008 - Wydawca: Roadrunner - Format: CD, CD+DVD, digital download        | 1                 | 1                 | 1                 | 2                 | 1                 | 2                 | 2                 | 6                 | 1                 | 1                 | 2                 | 13                | - US: platyna - AUS: złoto - CAN: platyna - UK: złoto - GER: złoto                     |
| 2014                           | .5: The Gray Chapter - Wydany: 17 października 2014 - Wydawca: Roadrunner - Format: CD, digital download        | 1                 | 1                 | 2                 | 12                | 4                 | 8                 | 2                 | 13                | 2                 | 3                 | 2                 | 29                | - US: złoto - AUS: złoto - CAN: złoto - AUT: złoto - GER: złoto - POL: złoto           |
| 2019                           | We Are Not Your Kind - Wydany: 9 sierpnia 2019 - Wytwórnia: Roadrunner Records                                  | 1                 | 1                 | 3                 | 1                 | 1                 | 2                 | –                 | 2                 | 2                 | 4                 | 1                 | 3                 |                                                                                        |
| 2022                           | The End, So Far - Wydany: 30 września 2022 - Wytwórnia: Roadrunner Records                                      |                   |                   |                   |                   |                   |                   |                   |                   |                   |                   |                   |                   |                                                                                        |
| „–” pozycja nie była notowana. | |                   |                   |                   |                   |                   |                   |                   |                   |                   |                   |                   |                   |                                                                                        |

### Albumy koncertowe
| Rok  | Album | Pozycja na liście | Pozycja na liście | Pozycja na liście | Pozycja na liście | Pozycja na liście | Pozycja na liście | Pozycja na liście | Pozycja na liście | Pozycja na liście | Certyfikat  |
| Rok  | Album | US                | AUS               | AUT               | FRA               | GER               | NED               | SWE               | SWI               | UK                | Certyfikat  |
| ---- | --- | ----------------- | ----------------- | ----------------- | ----------------- | ----------------- | ----------------- | ----------------- | ----------------- | ----------------- | ----------- |
| 2005 | 9.0: Live - Data: 30 października 2005 - Wydawca: Roadrunner Records - Format: 2CD, digital download                  | 17                | 26                | 18                | 41                | 24                | 71                | 40                | 43                | 53                | - US: złoto |
| 2017 | Day of the Gusano: Live in Mexico - Data: 20 października 2017 - Wydawca: Roadrunner Records - Format: DVD, CD + DVD, |                   |                   |                   |                   |                   |                   |                   |                   |                   |             |

### Kompilacje
| Rok  | Album                                                                                               | Pozycja na liście | Pozycja na liście | Pozycja na liście | Pozycja na liście | Pozycja na liście | Pozycja na liście | Pozycja na liście | Pozycja na liście | Pozycja na liście |
| Rok  | Album                                                                                               | US                | AUS               | AUT               | FRA               | GER               | NED               | SWE               | SWI               | UK                |
| ---- | --------------------------------------------------------------------------------------------------- | ----------------- | ----------------- | ----------------- | ----------------- | ----------------- | ----------------- | ----------------- | ----------------- | ----------------- |
| 2012 | Antennas to Hell - Data: 23 lipca 2012 - Wydawca: Roadrunner Records - Format: CD, digital download | 18                | 16                | 10                | 86                | 10                | 79                | 13                | 23                | 22                |

### Single
| Rok                            | utwór                           | Pozycja na liście | Pozycja na liście | Pozycja na liście | Pozycja na liście | Pozycja na liście | Pozycja na liście | Pozycja na liście | Pozycja na liście | Certyfikat   | Album                                    |
| Rok                            | utwór                           | US                | US Main.          | US Alt.           | FRA               | GER               | NED               | SWE               | UK                | Certyfikat   | Album                                    |
| ------------------------------ | ------------------------------- | ----------------- | ----------------- | ----------------- | ----------------- | ----------------- | ----------------- | ----------------- | ----------------- | ------------ | ---------------------------------------- |
| 2000                           | „Wait and Bleed”                | –                 | 34                | –                 | –                 | –                 | 52                | –                 | 27                |              | Slipknot                                 |
| 2000                           | „Spit It Out”                   | –                 | –                 | –                 | –                 | –                 | –                 | –                 | 28                |              | Slipknot                                 |
| 2001                           | „The Heretic Anthem”            | –                 | –                 | –                 | –                 | –                 | –                 | –                 | –                 |              | Iowa                                     |
| 2001                           | „Left Behind”                   | –                 | 30                | –                 | –                 | –                 | –                 | –                 | 24                |              | Iowa                                     |
| 2002                           | „My Plague”                     | –                 | –                 | –                 | –                 | –                 | –                 | –                 | 43                |              | Iowa                                     |
| 2004                           | „Duality”                       | 106               | 5                 | 6                 | 74                | 28                | 63                | 35                | 15                |              | Vol. 3: (The Subliminal Verses)          |
| 2004                           | "Vermilion”                     | –                 | 14                | 17                | –                 | 74                | –                 | –                 | 31                |              | Vol. 3: (The Subliminal Verses)          |
| 2005                           | „Before I Forget”               | –                 | 11                | 32                | –                 | –                 | –                 | –                 | 35                |              | Vol. 3: (The Subliminal Verses)          |
| 2005                           | „The Nameless”                  | –                 | 25                | –                 | –                 | –                 | –                 | –                 | –                 |              | Vol. 3: (The Subliminal Verses)          |
| 2007                           | „The Blister Exists”            | –                 | –                 | –                 | –                 | –                 | –                 | –                 | –                 |              | Vol. 3: (The Subliminal Verses)          |
| 2008                           | "All Hope Is Gone”              | –                 | –                 | –                 | –                 | –                 | –                 | 42                | 98                |              | All Hope Is Gone                         |
| 2008                           | „Psychosocial”                  | 102               | 7                 | 20                | 100               | 31                | –                 | 28                | 67                |              | All Hope Is Gone                         |
| 2008                           | „Dead Memories”                 | –                 | 3                 | 19                | –                 | –                 | –                 | –                 | –                 |              | All Hope Is Gone                         |
| 2009                           | „Sulfur”                        | –                 | 22                | –                 | –                 | –                 | –                 | –                 | –                 |              | All Hope Is Gone                         |
| 2010                           | "Snuff”                         | –                 | 22                | –                 | –                 | –                 | –                 | –                 | –                 |              | All Hope Is Gone                         |
| 2018                           | „All Out Life”                  | –                 |                   |                   |                   |                   |                   |                   | 99                |              | We Are Not Your Kind (Japońskie wydanie) |
| 2019                           | „Unsainted”                     |                   |                   |                   |                   |                   |                   |                   | 68                | - POL: złoto | We Are Not Your Kind                     |
| 2019                           | „Solway Firth”                  | –                 | 10                | –                 | –                 | –                 | –                 | –                 | –                 |              | We Are Not Your Kind                     |
| 2019                           | „Birth Of The Cruel”            | –                 | –                 | –                 | –                 | –                 | –                 | –                 | –                 |              | We Are Not Your Kind                     |
| 2019                           | „Nero Forte”                    | –                 | 18                | –                 | –                 | –                 | –                 | –                 | 84                |              | We Are Not Your Kind                     |
| 2021                           | „The Chapeltown Rag”            | –                 | 28                | –                 | –                 | –                 | –                 | –                 | –                 |              | The End, So Far                          |
| 2022                           | „The Dying Song (Time to Sing)” | –                 | –                 | –                 | –                 | –                 | –                 | –                 | –                 |              | The End, So Far                          |
| 2023                           | „Bone Church”                   | –                 | –                 | –                 | –                 | –                 | –                 | –                 | –                 |              |                                          |
| „–” pozycja nie była notowana. |                                 |                   |                   |                   |                   |                   |                   |                   |                   |              |                                          |

### Ścieżki dźwiękowe
| Rok  | Utwór                              | Film                        |
| ---- | ---------------------------------- | --------------------------- |
| 2002 | „I Am Hated”                       | Rollerball                  |
| 2002 | „My Plague (New Abuse Mix)”        | Resident Evil               |
| 2003 | „Snap”                             | Freddy vs. Jason            |
| 2004 | „Vermilion”                        | Resident Evil 2: Apokalipsa |
| 2006 | „Vermilion Pt. 2 (Bloodstone Mix)” | Underworld 2 – Ewolucja     |
| 2008 | „Psychosocial”                     | Punisher: Strefa wojny      |

### Pozostałe
| Rok  | Album |
| ---- | --- |
| 1996 | Mate. Feed. Kill. Repeat. - Data wydania: 31 października 1996 - Produkcja: Sean Mcmahon, Slipknot - Wytwórnia: –ismist Recordings - Format: CD |

## Wideografia

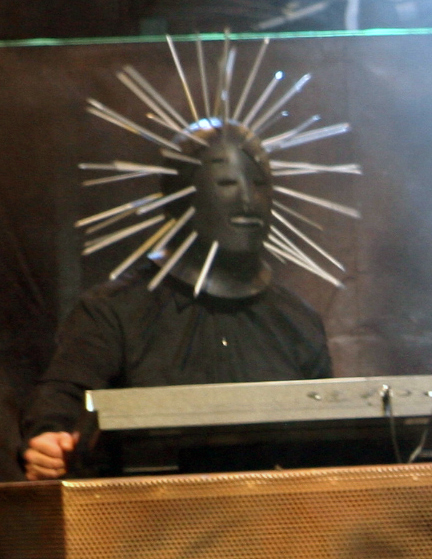
Craig Jones podczas koncertu na Mayhem Festival 9 lipca 2008

| 1999                           | Welcome to Our Neighborhood - Data wydania: 1999 (VHS), 2003 (DVD) - Reżyseria: Fred Salkind - Wytwórnia: Roadrunner Records - Format: VHS, DVD | 1 | – | - USA: Platyna - CAN: Złoto      |
| 2002                           | Disasterpieces - Data wydania: 2002 - Reżyseria: Matthew Amos - Wytwórnia: Roadrunner Records - Format: DVD                                     | 3 | 1 | - USA: 4× Platyna                |
| 2006                           | Voliminal: Inside the Nine - Data wydania: 2006 - Reżyseria: Shawn Crahan - Wytwórnia: Roadrunner Records - Format: DVD                         | 5 | – | - USA: Platyna - CAN: 2× Platyna |
| 2010                           | (sic)nesses - Data wydania: 2010 - Reżyseria: - Wytwórnia: Roadrunner Records - Format: DVD                                                     | – | – |                                  |
| „–” pozycja nie była notowana. | |   |   |                                  |

The chapeltown rag

## Teledyski

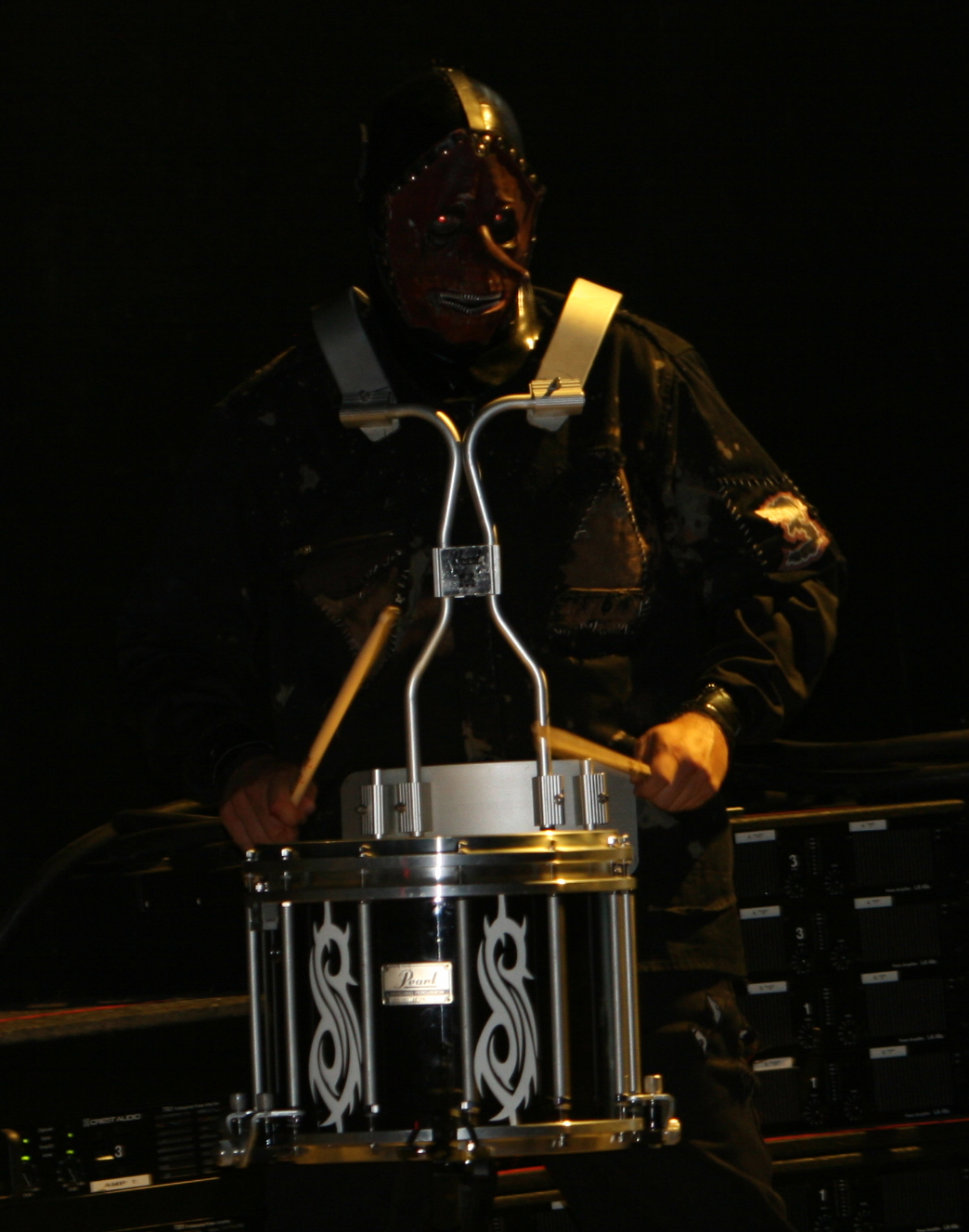
Chris Fehn podczas koncertu na Mayhem Festival 9 lipca 2008

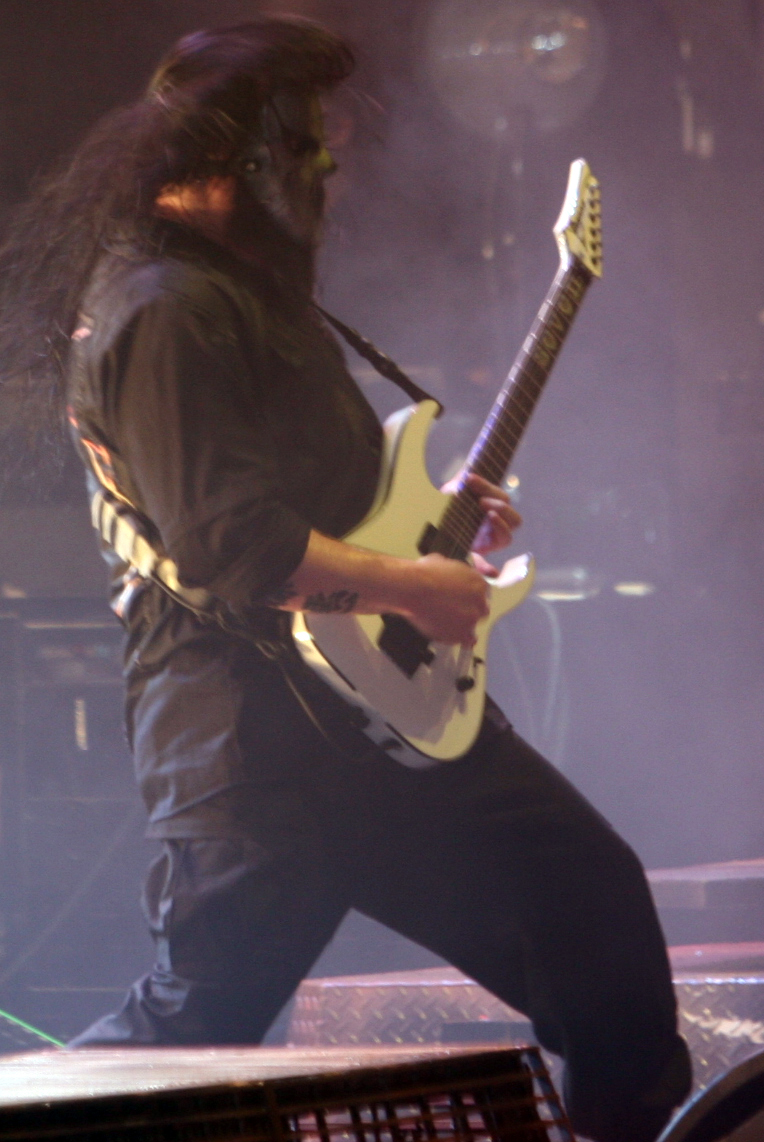
Mick Thomson podczas koncertu na Mayhem Festival 9 lipca 2008

| Rok  | Tytuł                           | Reżyseria                   |
| ---- | ------------------------------- | --------------------------- |
| 1999 | „Wait and Bleed”                | Thomas Mignone              |
| 1999 | „Spit It Out”                   | Thomas Mignone              |
| 2001 | „Left Behind” (Director’s cut)  | Dave Meyers                 |
| 2002 | „My Plague” (New Abuse mix)     | Matthew Amos & Simon Hilton |
| 2002 | „Wait and Bleed” (animated)     | Atticus                     |
| 2004 | „Duality”                       | Tony Petrossian             |
| 2004 | „Vermilion”                     | Tony Petrossian             |
| 2004 | „Vermilion pt. 2"               | Tony Petrossian             |
| 2005 | „Before I Forget”               | Tony Petrossian             |
| 2005 | „The Nameless” (live)           | Shawn Crahan                |
| 2006 | „The Blister Exists” (live)     | Shawn Crahan                |
| 2008 | „Psychosocial”                  | Paul Brown                  |
| 2008 | „Dead Memories”                 | P.R. Brown & Shawn Crahan   |
| 2009 | „Sulfur”                        | P.R. Brown & Shawn Crahan   |
| 2009 | „Snuff”                         | P.R. Brown & Shawn Crahan   |
| 2014 | „The Negative One”              | Shawn Crahan                |
| 2014 | „The Devil In I”                | Shawn Crahan                |
| 2015 | „Killpop”                       | Shawn Crahan                |
| 2015 | „XIX”                           | Shawn Crahan                |
| 2018 | „All Out Life”                  | Shawn Crahan                |
| 2019 | „Unsainted”                     | Shawn Crahan                |
| 2019 | „Solway Firth”                  | Shawn Crahan                |
| 2019 | „Nero Forte”                    | Shawn Crahan                |
| 2022 | „The Dying Song (Time to Sing)” | Shawn Crahan                |

## Nagrody i wyróżnienia
| Rok  | Kategoria                             | Tytułem                      | Nagroda                         | Nota      | Źródło  |
| ---- | ------------------------------------- | ---------------------------- | ------------------------------- | --------- | ------- |
| 2001 | Best Metal Performance                | „Wait and Bleed”             | Grammy                          | Nominacja | [ 102 ] |
| 2002 | Best Metal Performance                | „Left Behind”                | Grammy                          | Nominacja | [ 103 ] |
| 2002 | Best Live Band                        | Slipknot                     | Metal Hammer Golden Gods Awards | Laur      | [ 104 ] |
| 2003 | Best Metal Performance                | „My Plague”                  | Grammy                          | Nominacja | [ 105 ] |
| 2004 | Video of the Year                     | „Duality”                    | Headbangers Ball                | Laur      | [ 106 ] |
| 2004 | Best Album                            | Vol 3 The Subliminal Verses  | Kerrang! Awards                 | Nominacja | [ 107 ] |
| 2005 | Best Hard Rock Performance            | „Duality”                    | Grammy                          | Nominacja | [ 108 ] |
| 2005 | Best Hard Rock Performance            | „Vermilion”                  | Grammy                          | Nominacja | [ 108 ] |
| 2005 | Best Band                             | Slipknot                     | Revolver Readers’ Poll          | Laur      | [ 109 ] |
| 2005 | Best Live Band                        | Slipknot                     | Revolver Readers’ Poll          | Laur      | [ 109 ] |
| 2005 | Best Album                            | Vol 3: The Subliminal Verses | Revolver Readers’ Poll          | Laur      | [ 109 ] |
| 2005 | Best Song                             | „Duality”                    | Revolver Readers’ Poll          | Laur      | [ 109 ] |
| 2006 | Best Hard Rock Performance            | „Before I Forget”            | Grammy                          | Laur      | [ 110 ] |
| 2008 | Ulkomainen artisti                    | Slipknot                     | Emma-gaala                      | Laur      | [ 111 ] |
| 2008 | Kerrang! Icon                         | Slipknot                     | Kerrang! Awards                 | Laur      | [ 112 ] |
| 2009 | Best International Band               | Slipknot                     | Kerrang! Awards                 | Laur      | [ 113 ] |
| 2009 | Best Live Band                        | Slipknot                     | Kerrang! Awards                 | Laur      | [ 113 ] |
| 2009 | Best Live Band                        | Slipknot                     | Metal Hammer Golden Gods Awards | Laur      | [ 114 ] |
| 2009 | Best International Band               | Slipknot                     | Metal Hammer Golden Gods Awards | Laur      | [ 114 ] |
| 2009 | Best Riff                             | Slipknot                     | Revolver Golden Gods Awards     | Laur      | [ 115 ] |
| 2009 | Best Live Band                        | Slipknot                     | Revolver Golden Gods Awards     | Laur      | [ 115 ] |
| 2011 | Metal As Fuck                         | Slipknot                     | Metal Hammer Golden Gods Awards | Nominacja | [ 116 ] |
| 2012 | Comeback of the Year                  | Slipknot                     | Revolver Golden Gods Awards     | Laur      | [ 117 ] |
| 2013 | Best Live Band                        | Slipknot                     | Revolver Golden Gods Awards     | Laur      | [ 118 ] |
| 2013 | Most Dedicated Fans                   | Slipknot                     | Revolver Golden Gods Awards     | Nominacja | [ 118 ] |
| 2015 | Best International Band               | Slipknot                     | Metal Hammer Golden Gods Awards | Laur      | [ 119 ] |
| 2016 | Best Metal Performance                | „Custer”                     | Grammy                          | Nominacja | [ 120 ] |
| 2016 | Best Rock Album                       | „5: The Gray Chapter”        | Grammy                          | Nominacja | [ 120 ] |
| 2019 | Best Song                             | „All Out Life”               | Kerrang! Awards                 | Nominacja | [ 121 ] |
| 2019 | Best International Act                | „All Out Life”               | Kerrang! Awards                 | Nominacja | [ 121 ] |
| 2020 | Best Live Band                        | Slipknot                     | Heavy Music Awards              | Nominacja | [ 122 ] |
| 2020 | Best International Band               | Slipknot                     | Heavy Music Awards              | Laur      | [ 122 ] |
| 2020 | Best Video                            | „Unsainted”                  | Heavy Music Awards              | Nominacja | [ 122 ] |
| 2020 | Best Album                            | „We Are Not Your Kind”       | Heavy Music Awards              | Laur      | [ 122 ] |
| 2020 | Best Foreign Hard Rock or Metal Album | „We Are Not Your Kind”       | Hungarian Music Awards          | Laur      | [ 123 ] |
| 2020 | Best Album In The World               | „We Are Not Your Kind”       | NME Awards 2020                 | Nominacja | [ 124 ] |
| 2020 | Best Band In The World                | Slipknot                     | NME Awards 2020                 | Laur      | [ 124 ] |